# Lokve (Alibunar)
Pour les articles homonymes, voir Lokve.
Lokve (en serbe cyrillique : Локве ; en roumain : Locve ou Sân Mihai ; en hongrois : Végszentmihály, est une localité de Serbie située dans la province autonome de Voïvodine. Elle fait partie de la municipalité d'Alibunar dans le district du Banat méridional. Au recensement de 2011, elle comptait 1 716 habitants.
Lokve est officiellement classé parmi les villages de Serbie.

## Personnes notables
- Lazăr Sfera (1909-1992) - footballeur roumain[2]

| 1948  | 1953  | 1961  | 1971  | 1981  | 1991  | 2002  | 2011  |
| ----- | ----- | ----- | ----- | ----- | ----- | ----- | ----- |
| 4 184 | 4 246 | 4 243 | 3 826 | 3 511 | 2 973 | 2 002 | 1 716 |

|  |